# Nordborg Sogn
Nordborg Sogn er et sogn i Sønderborg Provsti (Haderslev Stift).
Nordborg Sogn hørte til Als Nørre Herred i Sønderborg Amt. Sognet bestod af Nordborg flække og Nordborg Landsogn med to sognefogeddistrikter: Holm og Pøl. Nordborg sognekommune blev ved kommunalreformen i 1970 kernen i Nordborg Kommune, der ved strukturreformen i 2007 indgik i Sønderborg Kommune.
I Nordborg Sogn ligger Nordborg Kirke.
I sognet findes følgende autoriserede stednavne:
- Augustenhof (bebyggelse)
- Dyvig (vandareal)
- Farresdam (vandareal)
- Gammeldam (areal)
- Gammelskov (bebyggelse)
- Hellesø (vandareal)
- Holm (bebyggelse, ejerlav)
- Holm Mark (bebyggelse)
- Holmskov (bebyggelse)
- Hopsø (vandareal)
- Hopsøhøj (bebyggelse)
- Købingsmark (bebyggelse)
- Købingsmark Strand (bebyggelse)
- Lysmose (bebyggelse)
- Mikkelshøj (areal)
- Nordborg (bebyggelse, ejerlav)
- Nordborg Sø (vandareal)
- Nørreløkke (bebyggelse)
- Oldenor (bebyggelse, vandareal)
- Pøl (bebyggelse, ejerlav)
- Rugløkke (bebyggelse)
- Stegsvig (vandareal)
- Søvang (bebyggelse)
- Tontoft Nakke (areal)
- Ulbjerg (areal, bebyggelse)
- Vesterlund (bebyggelse)
- Østerlund (bebyggelse)

## Afstemningsresultat
Folkeafstemningen ved Genforeningen i 1920 gav i Nordborg Sogn følgende resultat:
|                 | Stemmer for Danmark | Stemmer for Tyskland | Tilrejste fra Danmark | Tilrejste fra Tyskland |
| --------------- | ------------------- | -------------------- | --------------------- | ---------------------- |
| Nordborg flække | 520                 | 327                  | 143                   | 137                    |
| Holm            | 368                 | 20                   | 19                    | 15                     |
| Pøl             | 274                 | 48                   | 34                    | 19                     |
| Hele sognet     | 1.162               | 395                  | 196                   | 171                    |